# Стереотип
Стереоти́п (на старогръцки: στερεός „твърд“ + τύπος „отпечатък“) — предварително формирана от човека мислена оценка на нещо, която може да се отрази в съответното стереотипно поведение.

## Видове стереотипи
В социалното инженерство стереотипите са очаквания, мнения и убеждения относно дадена социална група.
Те могат да бъдат позитивни или негативни. Стереотипът категоризира дадена група и обобщава възгледите за нея. Така предпоставя критерии, по които да бъде включен или изключен даден индивид или група. Приписват се качества, които този индивид или тази група може да не притежават. Съществува опасността стереотипите да се оформят от безсъзнателната потребност да се проектира.

## Формиране
Стереотипите се формират от опростено обобщаване въз основа на един или повече признака за дадена социална група, което води до съставянето на лесен извод относно тази група. Този извод често пъти е погрешен, защото разчита на прекаленото обобщаване без оглед на действителните различния сред членовете на тази група. Стереотипите спестяват анализите, разсъжденията и пестят умствена енергия. Те представляват опростен метод за възприемане на света и улесняват комуникацията. Повечето стереотипи не се основават на общовалиден опит, а почиват на слухове и образи създадени от масмедиите. Понякога се изграждат в съзнанието като средство оправдаващо собствената жестокост и предразсъдъци.

### Примери за стереотипи:
- „Мъжете са по-силни от жените.“ Тук стереотипът е по полов признак.
- „Цветнокожите хора имат вродено чувство за ритъм.“ Тук стререотипът е по расов признак.
- „Евреите мислят само за пари.“ Тук стереотипът е по етнически признак.
- „Политическа партия „X“ се грижи за избирателите си.“ Тук стереотипът е по политически признак.
- „Християните правят много дарения.“ Тук стереотипът е по религиозен признак.